# Лунная улица (Самара)
Улица Лунная — улица в Железнодорожном районе города Самары. Проходит вдоль всего городского кладбища и упирается в улицу Партизанскую. Относительная протяжённость — 800 метров.

## История
Улица Лунная в городе появилась благодаря Городскому кладбищу, которое открылось в 1932 году. От того и прежнее название улицы — Кладбищенская. Была переименована в 1964 году. Одной из главных достопримечательностей улицы ранее был морг по адресу Лунная (№ 1), но сейчас он имеет адрес улица Тухачевского (№ 51).
По улице Лунной стоит несколько жилых частных домов 1939—1940-х годов постройки.

## Транспорт
Ближайшие остановки к улице Лунной:
- Остановка Тухачевского по улице Партизанской:
  - Маршрутное такси: 21 м, 207, 226, 266, 295
- Тухачевского (конечная трамвая):
  - Трамвай: 15, 16